# (258) Tique
(258) Tyche és un asteroide que forma part del cinturó d'asteroides i va ser descobert per Karl Theodor Robert Luther des de l'observatori de Düsseldorf-Bilk, Alemanya, el 4 de maig de 1886.
Està nomenat així per Tique, una deessa de la mitologia grega.

## Característiques orbitals
Tyche orbita a una distància mitjana del Sol de 2,615 ua, podent allunyar-se fins a 3,15 ua. La seva excentricitat és 0,2046 i la inclinació orbital 14,3°. Triga 1545 dies a completar una òrbita al voltant del Sol.